# Nicholas Edward Gwiazdowski
Nicholas Edward Gwiazdowski (Duanesburg, New York, 1992. december 30. –) amerikai szabadfogású birkózó. A 2018-as birkózó-világbajnokságon bronzérmet nyert 125 kg-os súlycsoportban, szabadfogásban. A 2017-es birkózó világbajnokságon bronzérmes lett a 125 kg-os súlycsoportban, szabadfogásban. A Pánamerikai Bajnokságon szabadfogásban egy aranyérem birtokosa.

## Sportpályafutása
A 2018-as birkózó-világbajnokságon a 125 kg-osok bronzmérkőzése során az indiai Szumit Malik volt ellenfele, akit 7–2-re  megvert.